# Širokozadčani
Širokozadčani (ose biljarice; lat. Symphyta), srednje su veliki do veliki kukci s usnim organima za grizenje, spadaju u najprimitivniji podred opnokrilaca (Hymenoptera). Poznatije porodice su ose drvarice (Siricidae), ose listarice (Tenthredinidae) i ose predivice (Pamphiliidae), ose vlatarice (Cephidae).
Karakterizira ih da nemaju jasno odvojen thorax od abdomena, imaju dva para prozirnih, opnenastih krila razvijene nervature. Ženka ima leglicu poput pile (odlaže jaja u biljke). Ličinke pored tri para prsnih mogu imati i veći broj trbušnih nogu, čime sliče na gusjenice, pa se nazivaju pagusjenicama. 
Ličinke ovih kukaca hrane se biljkama.

## Natporodice
1. Cephoidea Newman, 1835
2. Megalodontoidea Konow, 1897
3. Orussidae Newman, 1834
4. Pamphilioidea Cameron, 1890
5. Siricoidea
6. Tenthredinoidea Latreille, 1803
7. Xiphydrioidea
8. Xyeloidea Newman, 1834
9. †Ephialtitoidea